# Entitat
|  | Per a altres significats, vegeu «Entitat (desambiguació)». |

Una entitat o ens és un organisme social format per diversos membres que desenvolupa una funció associativa que justifica la seva formació. Aquest ens pot ser tant un col·lectiu de socis individuals com un grup d'empreses o associacions diverses que s'uneixen.
La idea d'una entitat és unir en una mateixa institució diferents persones, tant físiques com jurídiques, i dotar-les d'un únic ens que, com que les agrupa, respon millor als seus objectius i defensa més eficaçment els seus interessos. Una entitat és una col·lectivitat considerada com una unitat dotada de personalitat jurídica pròpia.

## Tipologia
Hi ha diversos tipus d'organitzacions legals, com ara corporacions, governs, organitzacions no governamentals, organitzacions polítiques, organitzacions internacionals, forces armades, organitzacions benèfiques, corporacions sense ànim de lucre, associacions, cooperatives i institucions educatives, entre d'altres.
Una organització híbrida és un organisme que opera simultàniament tant en el sector públic com en el privat, complint funcions públiques i desenvolupant activitats de mercat comercial.
Una associació de voluntaris és una organització formada per voluntaris. Aquestes organitzacions poden funcionar sense tràmits legals, depenent de la jurisdicció, inclosos els clubs informals o els òrgans de coordinació amb un objectiu en ment que poden expressar en forma de manifest, declaració de missió o implícitament a través de les accions de l'organització.
Les organitzacions també poden operar en secret o il·legalment en el cas de societats secretes, organitzacions criminals i moviments de resistència. I en alguns casos pot tenir obstacles d'altres organitzacions (per exemple, l'organització de MLK)
El concepte no inclou els grups socials.

## Estructura
L'estudi de les organitzacions inclou un enfocament en l'optimització de l'estructura organitzativa. Segons la ciència de la gestió, la majoria d'organitzacions humanes es divideixen aproximadament en quatre tipus: Comitès o jurats, ecologies, organitzacions matricials o organitzacions piramidals o jeràrquiques.

### Comitès
Aquests consisteixen en un grup de persones que decideixen com a grup, potser per votació. La diferència entre un jurat i un comitè és que els membres del comitè solen ser assignats per dur a terme o dirigir més accions després que el grup prengui una decisió, mentre que els membres d'un jurat només prenen una decisió. En alguns països, els jurats legals prenen decisions de culpabilitat, responsabilitat i quantifiquen els danys; els jurats també s'utilitzen en concursos esportius, premis literaris i activitats similars. De vegades, un comitè de selecció funciona com un jurat. A l'edat mitjana, a l'Europa continental s'utilitzaven jurats per determinar la llei d'acord amb el consens entre persones destacades de cada localitat.
Els comitès són sovint la manera més fiable de prendre decisions. El teorema del jurat de Condorcet va demostrar que si el membre mitjà vota millor que una tirada de daus, aleshores afegir més membres augmenta el nombre de majories que poden arribar a una votació correcta (per molt que es defineixi la correcció). El problema és que si el membre mitjà és pitjor que una tirada de daus, les decisions del comitè empitjoren, no milloren; per tant, la dotació de personal és crucial.
El procediment parlamentariari, com ara les Robert's Rules of Order, ajuda a evitar que les comissions s'impliquin en llargues discussions sense prendre decisions.

### Ecosistema
Aquesta estructura organitzativa promou la competència interna. Els components ineficients de l'organització es moren de fam, mentre que els efectius obtenen més feina. Tothom cobra pel que realment fa i, per tant, dirigeix una petita empresa que ha de mostrar un benefici, o són acomiadats.
Les empreses que utilitzen aquest tipus d'organització reflecteixen una visió més aviat unilateral del que passa a l'ecologia. També és el cas que un ecosistema natural té una frontera natural: les ecoregions, en general, no competeixen entre elles de cap manera, sinó que són molt autònomes.

### Matricial
Aquest tipus d'organització assigna a cada treballador dos caps en dues jerarquies diferents. Una jerarquia és "funcional" i assegura que cada tipus d'expert de l'organització està ben format, i mesurat per un cap que és un superexpert en el mateix camp. L'altra direcció és "executiva" i tracta de completar els projectes mitjançant els experts. Els projectes poden estar organitzats per productes, regions, tipus de clients o altres esquemes.
Per exemple, una empresa pot tenir una persona amb la responsabilitat global dels productes X i Y, i una altra persona amb la responsabilitat global d'enginyeria, control de qualitat, etc. Per tant, els subordinats responsables del control de qualitat del projecte X tindran dues línies d'informes. Les indústries aeroespacials dels Estats Units van ser les primeres a utilitzar oficialment aquesta estructura organitzativa després que va sorgir a principis dels anys seixanta.

### Jeràrquica
Una jerarquia exemplifica un acord amb un líder que dirigeix altres membres individuals de l'organització. Aquesta disposició sovint s'associa amb la base que n'hi ha prou per imaginar una piràmide real, si no hi ha prou blocs de pedra per aguantar els més alts, la gravetat destruiria irrevocablement l'estructura monumental. Per tant, es pot imaginar que si el líder no compta amb el suport dels seus subordinats, tota l'estructura s'ensorrarà. Les jerarquies van ser satiritzades a The Peter Principle (1969), un llibre que va introduir la jerarquiologia i la dita que "en una jerarquia, cada empleat tendeix a assolir el seu nivell d'incompetència".

## Teories
En les ciències socials, les organitzacions són objecte d'anàlisi per part de diverses disciplines, com ara la sociologia, l'economia, ciències polítiques, la psicologia, la gestió i la comunicació organitzativa. L'anàlisi més àmplia de les organitzacions s'anomena comunament estructura organitzativa, estudis organitzatius, comportament organitzatiu o anàlisi de l'organització. Existeixen diverses perspectives diferents, algunes de les quals són compatibles:
- Des d'una perspectiva funcional, l'atenció se centra en com s'utilitzen entitats com empreses o autoritats estatals.

- Des d'una perspectiva institucional, una organització es veu com una estructura amb un propòsit dins d'un context social.

- Des d'una perspectiva relacionada amb els processos, una organització es considera una entitat que s'està (re)organitzant, i el focus es posa en l'organització com un conjunt de tasques o accions.

La sociologia es pot definir com la ciència de les institucions de la modernitat; institucions específiques compleixen una funció, semblant als òrgans individuals d'un cos coherent. A les ciències socials i polítiques en general, una "organització" es pot entendre de manera més vaga com l'acció planificada, coordinada i amb un propòsit d'éssers humans que treballen mitjançant l'acció col·lectiva per assolir un objectiu comú o construir un producte tangible. Aquesta acció normalment s'emmarca per la pertinença formal i la forma (normes institucionals). En aquest sentit, l'organització és una disposició duradora d'elements. Aquests elements i les seves accions estan determinats per regles perquè una determinada tasca es pugui complir mitjançant un sistema de divisió coordinada del treball.
Els plantejaments econòmics de les organitzacions també prenen com a punt de partida la divisió del treball. La divisió del treball permet economies d'especialització. L'augment de l'especialització requereix coordinació. Des del punt de vista econòmic, els mercats i les organitzacions són mecanismes alternatius de coordinació per a l'execució de les transaccions.
Una organització es defineix pels elements que en formen part (qui pertany a l'organització i qui no?), la seva comunicació (quins elements es comuniquen i com es comuniquen?), la seva autonomia (quins canvis els executa de manera autònoma l'organització). o els seus elements?), i les seves regles d'actuació en comparació amb esdeveniments externs (què fa que una organització actuï com a actor col·lectiu?).
Mitjançant la cooperació coordinada i planificada dels elements, l'organització és capaç de resoldre tasques que van més enllà de les capacitats de l'element únic. El preu que paguen els elements és la limitació dels graus de llibertat dels elements. Els avantatges de les organitzacions són la millora (més del mateix), l'addició (combinació de diferents característiques) i l'extensió. Els desavantatges poden ser la inercia (a través de la coordinació) i la pèrdua d'interacció.
Entre les teories que són o han estat influents hi ha:
- La teoria de l'activitat és la principal influència teòrica, reconeguda per de Clodomir Santos de Morais en el desenvolupament del mètode Taller d'organització.
- Teoria actor-xarxa, una aproximació a la teoria i la investigació social, originada en el camp dels estudis científics, que tracta els objectes com a part de les xarxes socials.
- Teoria i organitzacions de la complexitat, l'ús de teoria de la complexitat en l'àmbit de la gestió estratègica i els estudis organitzatius.
- Teoria de la contingència, una classe de teories del comportament que afirmen que no hi ha la millor manera d'organitzar una corporació, de dirigir una empresa o de prendre decisions.
- Estudis crítics de gestió, un grup fluix però extens de crítiques teòricament informades de la gestió, els negocis i l'organització, fonamentades originalment en una perspectiva de la teoria crítica
- Sociologia econòmica, estudia tant els efectes socials com les causes socials de diversos fenòmens econòmics.
- Arquitectura empresarial, el model conceptual que defineix la coalescència de l'estructura organitzativa i el comportament organitzatiu.
- Model d'escombraries, descriu un model que desconnecta els problemes, les solucions i els qui prenen decisions entre si.
- Problema entre el principal i l'agent, es refereix a les dificultats per motivar una part (l'"agent") perquè actuï en el millor interès d'una altra (el "principal") més que en el seu propi interès
- Gestió científica (principalment seguint Frederick W. Taylor), una teoria de la gestió que analitza i sintetitza flux de treballs.
- Emprenedoria social, el procés de buscar solucions innovadores als problemes socials.
- Teoria del cost de transacció, la idea que les persones comencen a organitzar la seva producció en empreses quan el cost de transacció de coordinar la producció a través de l'intercanvi de mercat, donada la informació imperfecta, és més gran que dins de la ferm.
- L'ideal de la burocràcia de Max Weber.

## Lideratge
Un líder en una organització formal i jeràrquica, és nomenat per a un càrrec directiu i té dret a manar i fer complir l'obediència en virtut de l'autoritat del seu càrrec. Tanmateix, ha de posseir atributs personals adequats per coincidir amb la seva autoritat, perquè l'autoritat només està disponible potencialment per a ell. En absència d'una competència personal suficient, un directiu es pot enfrontar a un líder emergent que pot desafiar el seu paper a l'organització i reduir-lo. Tanmateix, només l'autoritat de posició té el suport de les sancions formals. Es dedueix que qui exerceix la influència i el poder personals només pot legitimar-ho guanyant una posició formal a la jerarquia, amb una autoritat proporcional.

### Organitzacions formals
Una organització que s'estableix com a mitjà per assolir uns objectius definits s'ha denominat organització formal. El seu disseny especifica com es subdivideixen els objectius i es reflecteixen en les subdivisions de l'organització. Divisions, departaments, seccions, càrrecs, llocs de treball i tasques conformen aquesta estructura de treball. Així, s'espera que l'organització formal es comporti de manera impersonal pel que fa a les relacions amb els clients o amb els seus membres. Segons la definició de Max Weber, l'entrada i l'ascens posterior és per mèrit o antiguitat. Cada empleat rep un sou i gaudeix d'un grau de mandat que el salvaguarda de la influència arbitrària dels superiors o dels clients poderosos. Com més alta sigui la seva posició a la jerarquia, més gran és la seva presumpta perícia per a adjudicar els problemes que puguin sorgir en el transcurs del treball realitzat en nivells inferiors de l'organització. És aquesta estructura burocràtica la que constitueix la base per al nomenament dels caps o caps de subdivisions administratives de l'organització i els dota de l'autoritat vinculada al seu càrrec.

### Organitzacions informals
En contrast amb el cap o cap designat d'una unitat administrativa, un líder sorgeix en el context de l'organització informal que subjau a l'estructura formal. L'organització informal expressa els objectius i metes personals dels membres individuals. Els seus objectius i metes poden coincidir o no amb els de l'organització formal. L'organització informal representa una extensió de les estructures socials que generalment caracteritzen la vida humana: l'aparició espontània de grups i organitzacions com a finalitats en si mateixes.
En temps prehistòrics, els humans estaven preocupats per la seva seguretat personal, manteniment, protecció i supervivència. Ara, les persones passen la major part de les seves hores de vigília treballant per a organitzacions. La seva necessitat d'identificar-se amb una comunitat que li proporcioni seguretat, protecció, manteniment i un sentiment de pertinença continua sense canvis des de la prehistòria. Aquesta necessitat és satisfeta per l'organització informal i els seus líders emergents o no oficials.
Els líders sorgeixen de l'estructura de l'organització informal. Les seves qualitats personals, les exigències de la situació o una combinació d'aquests i altres factors atrauen seguidors que accepten el seu lideratge dins d'una o diverses estructures superposades. En lloc de l'autoritat de la posició ocupada per un cap o cap designat, el líder emergent exerceix influència o poder. La influència és la capacitat d'una persona per obtenir la cooperació dels altres mitjançant la persuasió o el control sobre les recompenses. El poder és una forma més forta d'influència perquè reflecteix la capacitat d'una persona per fer complir l'acció mitjançant el control d'un mitjà de càstig.

### La interacció entre organitzacions formals i informals
Com que la majoria de les organitzacions operen mitjançant una barreja de mecanismes formals i informals, els estudiosos de la ciència de les organitzacions han prestat atenció al tipus d'interacció entre organitzacions formals i informals. D'una banda, alguns han argumentat que les organitzacions formals i informals funcionen com a substituts, ja que un tipus d'organització disminuiria els avantatges d'utilitzar l'altre. Per exemple, si les parts confien mútuament, l'ús d'un contracte formal és innecessari o fins i tot perjudicial per a la relació. D'altra banda, altres estudiosos han suggerit que les organitzacions formals i informals es poden complementar. Per exemple, els mecanismes formals de control poden obrir el camí per al desenvolupament de normes relacionals.